# 耶路撒冷综合征
耶路撒冷综合症（英文：Jerusalem syndrome）是一种由于访问耶路撒冷城市後所触发的精神疾病，包括各類幻覺（看到死去親人、覺得自己被神附身、看到天使天堂等）、無神論者瞬間信神、對宗教產生強烈的思緒飛揚等極度誇張的現象，它并不局限于某一种宗教，犹太人、基督徒、穆斯林、共產主義者等均有得到這種疾病的可能。

## 症狀
耶路撒冷症候群并不存在普遍的表现，不过产生这种现象的患者先前并无精神病的任何征兆，只是在到达耶路撒冷后才开始发病。而几周后，或者离开耶路撒冷后就彻底痊愈。
Dr. Yair Bar El稱多數遊客患者在之前都沒有精神病記錄。但被Dr. Moshe Kalian和Prof. Eliezer Witztum反駁。他們認為患者到達抵达耶路撒冷之前的行為上已可被界定為精神病。此外，少部份的患者聲稱在到達耶路撒冷後患上自然精神病，但沒有證據患者在之前精神健全。

## 历史
这种症候群最早的临床描述是1930年代耶路撒冷精神病医师Heinz Herman及從耶路撒冷的到訪者的行為顯示出來。無論這是否與耶路撒冷有關，歷史上也有其他類似宗教性質的精神病如麦加和罗马（見司湯達症候群）。中世纪時已知有這類精神病。
大多数耶路撒冷症候群患者都是无害的。不过有一次重要的例外发生在1969年8月，一名澳大利亚游客Michael Dennis Rohan被强烈的神圣使命所压倒，前往阿克萨清真寺纵火。他的行动引起了全城骚动。這個事件是促成了電影耶路撒冷综合症的創作。Rohan有妄想行為及十分虔誠，但他的症狀與综合征不符。